# Ocotea bissei
Ocotea bissei är en lagerväxtart som beskrevs av N.N. Imkhanitskaya. Ocotea bissei ingår i släktet Ocotea och familjen lagerväxter. Inga underarter finns listade i Catalogue of Life.